# آرنولد هیو مارتین جونز
آرنولد هیو مارتین جونز (انگلیسی: A. H. M. Jones; ۹ مارس ۱۹۰۴ – ۹ آوریل ۱۹۷۰) مورخ، و استاد دانشگاه اهل بریتانیا بود.
وی همچنین برندهٔ جوایزی همچون عضو آکادمی بریتانیا شده‌است.